# بالم سينترو (موبايل)
بالم سينترو (بالإنجليزية: Palm Centro)‏ هو هاتف ذكي، تم طرحه في الأسواق في 14 أكتوبر 2007.

## الخصائص
- الكاميرا الخلفية: 1.3 ميجابكسل
- الشاشة: شاشة لمس
- الوزن: 119 غرام
- المعالج: 312 ميجا هرتز
- الذاكرة: 64 ميجابايت